# Rivière Noire (Maurice)
Pour les articles homonymes, voir Rivière Noire et Black River.

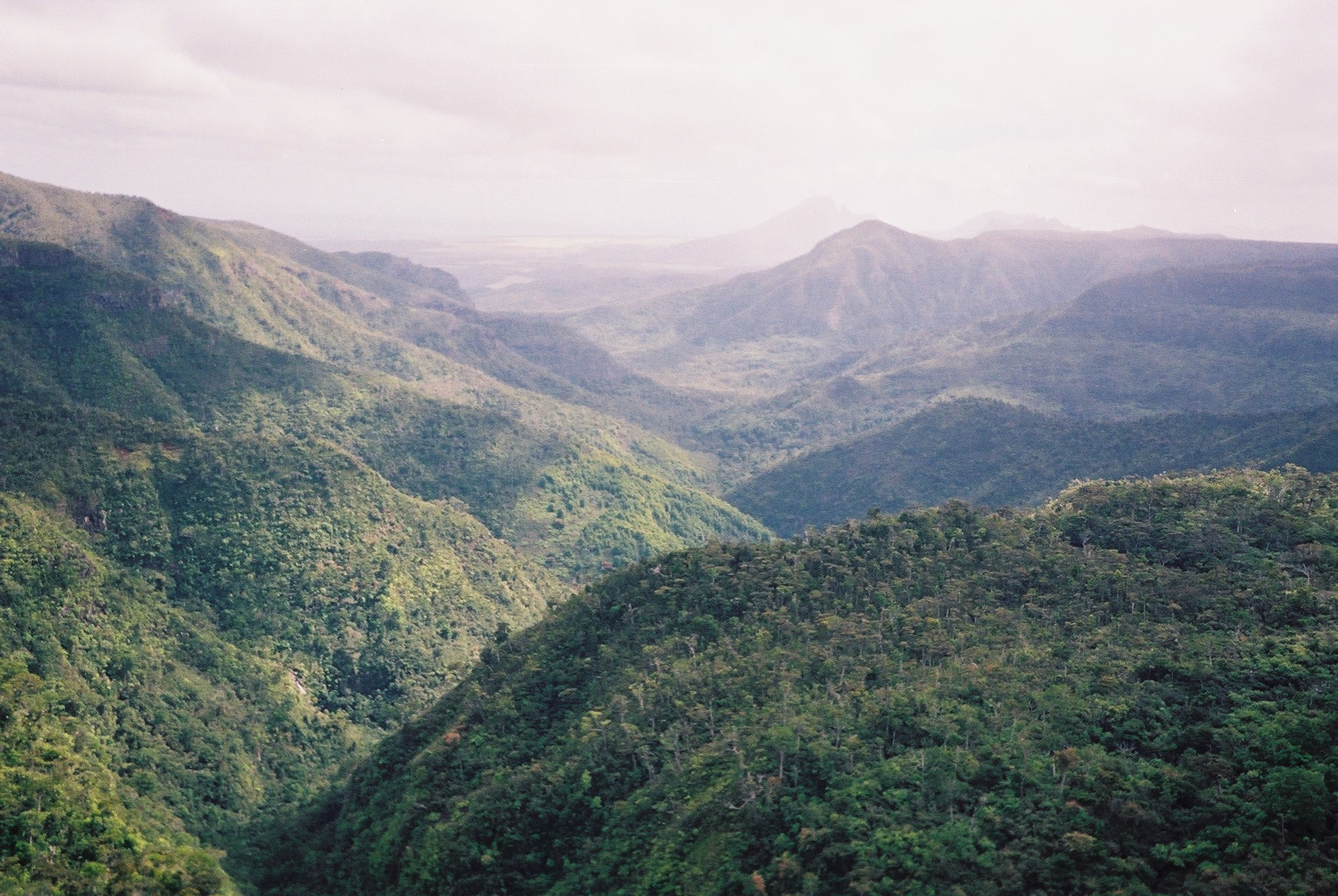
Le parc national des gorges de Rivière Noire.

Rivière Noire (Black River en anglais) est un district de Maurice, situé dans le sud-ouest de l'île principale. Son chef-lieu est Bambous, mais a longtemps été Tamarin, jugé trop éloigné des villageois.[réf. souhaitée]
Le district tire son nom du faible taux de pluviométrie. En effet, c'est l'endroit le plus sec de l'île Maurice. 
Dans ce district se trouve le village balnéaire de Flic en Flac. Il y a aussi Tamarin, qui est pratiquement le seul endroit de l'île où l'on peut faire de la planche à voile.

## Tourisme
Le district est notamment connu pour ses lieux touristiques, tels que :
- les chutes de Tamarin ;
- Chamarel, « la terre des Sept Couleurs » ;
- l'île aux Bénitiers ;
- le parc national des gorges de Rivière Noire.